# Марришоу, Теофилус Альберт
Теофилус Альберт Марришоу (англ. Theophilus Albert Marryshow; известен как Тедди или Т. А. Марришоу, 7 ноября 1887 — 19 октября 1958) — политический и профсоюзный деятель Гренады, считающийся «отцом Вест-Индской Федерации».

## Ранние годы
Родился под фамилией Маришо (Maricheau) 7 ноября 1887 года в крестьянской семье мелкого фермера, выращивающего какао. Как сообщается, отец исчез в день крещения своего сына. Мать умерла три года спустя, в 1890 году, и ребёнка воспитывала крестная со своим мужем, португальским торговцем. Сначала Теофилус Альберт учился в римско-католической начальной школе, а затем в методистской школе.
В 1903 году Маришо, проработав некоторое время подмастерьем плотника, устроился на работу к ирландско-гренадскому издателю прессы Уильяму Гэлвею Доновану. Его компания выпускала радикальные печатные издания, выступающие за представительное правительство и самоуправляющуюся Федерацию Вест-Индии. Англицизировавший свою фамилию Марришоу (Marryshow) быстро продвинулся на работе от разносчика газет до популярного журналиста. Марришоу перенял многие из идей обучавшего его журналистике Донована, и в 1908 году стал заместителем редактора изданий St. George’s Chronicle и Grenada Gazette. В то же время он стал активным участником местной политики.

## Начало политической карьеры
Вместе с С.Ф.П. Ренвиком Марришоу учредил новую газету The West Indian, выступавшую за создание Федерации Вест-Индии и большую независимость от Британской империи. Первый выпуск (1 января 1915 г.) заявил, что это будет «непосредственный и точный хроникер текущих событий, защитник народных прав, не стесненный цепями партийных предрассудков, непоколебимый наставник людей как подданных своего государства и граждан мира».
Марришоу был ярым противником расистских порядков, в частности режима апартеида в ЮАР (ещё в 1917 он осудил южноафриканские власти в  Cycles off Civilisation), ратовал за будущую независимость британских колоний в Африке и приветствовал Революцию 1917 года в России. Одновременно выступал за участие жителей Вест-Индии в Первой мировой войне (и за создание британского вест-индийского полка). Во время визита в Гренаду в 1920 году принца Уэльского, ставшего затем королём Эдуардом VIII, был представлен как «ведущий журналист Гренады». Однако, по словам второго премьер-министра Гренады Мориса Бишопа, британцы чаще называли Марришоу «этим опасным радикалом».
В 1918 году он основал Ассоциацию представительного правительства (Representative Government Association, RGA), обратившуюся к британскому правительству с ходатайством о введении в Законодательный совет избранных членов. В 1921 году он с этой миссией за свой счёт отправился в Лондон, что привело к созданию Комиссии Вудса, рекомендовавшей избрать 5 из 16 членов Законодательного совета как на Гренаде, так и на других Наветренных островах, Британских Подветренных островах и Тринидаде и Тобаго. Сам Марришоу был избран депутатом от округа Сент-Джорджес, который представлял следующие 33 года. Он продолжал усилия по продвижению региональной федерации, включая первую конференцию по интеграции, состоявшуюся на Барбадосе в 1929 году.
В ответ на распространение идей Маркуса Гарви, проповедовавшего возвращение чернокожих жителей Карибского бассейна в Африку, британцы приняли закон о подрывных публикациях, против которого выступил Марришоу, твёрдо веривший в свободу прессы. В 1931 году он снова посетил Лондон, чтобы в колониальном управлении лоббировать создание федерации. В 1935 году была утверждена новая конституция Гренады, добавившая больше избранных представителей в Законодательный совет.

## Профсоюзное движение и создание Федерации Вест-Индии
Отличавшийся социалистическими симпатиями Марришоу сыграл важную роль в становлении гренадского рабочего движения: в 1931 году он стал соучредителем Ассоциации рабочих Гренады (Grenada Workingmen’s Association), среди прочего боровшейся за всеобщее избирательное право, а в 1945 году был назначен первым президентом Карибского трудового конгресса (Caribbean Labour Congress) — первой попытки объединить региональные профсоюзы.
Однако по состоянию здоровья он не мог дальше заниматься газетой The West Indian и продал её в 1934 году, и всю оставшуюся жизнь испытывал финансовые трудности. Ближе к концу его политической карьеры статус-кво в Гренаде был поколеблен более популистской политикой Эрика Гейри, который впоследствии станет первым премьер-министром страны. На первых выборах при всеобщем избирательном праве в 1951 году Марришоу сохранил свой мандат (и стал заместителем председателя Законодательного совета), но партия Гейри заняла шесть из восьми доступных мест.
В июне 1953 года его пригласили на коронацию Елизаветы II в Лондон. Таким образом, превратившись в восприятии истеблишмента из мятежного радикала в респектабельную фигуру, Марришоу продолжил работу по созданию Федерации Вест-Индии, которая закончится в 1958 году. Он был назначен представлять Гренаду в качестве сенатора в верхней палате парламента новосозданной Федерации. Марришоу умер в том же году, таким образом, не дожив до крушения своей мечты: Федерация была распущена всего через четыре года, в 1962 году.

## Смерть и наследие
Марришоу умер 19 октября 1958 года. Он никогда не был женат, но у него было 17 детей, в том числе шестеро от Эдны Гиттенс. Возглавлявший левую партию Патриотическое движение имени Мориса Бишопа доктор Терренс Марришоу приходится ему внуком.
В просторном доме Т. А. Марришоу в колониальном стиле в Сент-Джорджесе ныне расположен Гренадский центр Школы непрерывного образования Университета Вест-Индии. В своё время Марришоу принимал там своих друзей, включая тринидадского историка-марксиста С.Л.Р. Джеймса и афроамериканского певца Поля Робсона (сам хозяин также был известен как хороший певец, любящий исполнять спиричуэлс).
В Карибском бассейне он стал известен как «Отец Федерации», а в Великобритании — как «Старейшина Карибского бассейна». Марришоу особенно прославляли как национального героя во время леворадикального Народно-революционного правительства Гренады (1979—1983) Нового движения ДЖУЭЛ во главе с Морисом Бишопом.
В 1974 году в память о нём был проведён «Фестиваль Марришоу». В 2010 году правительство Гренады в знак признания его вклада официально объявило 7 ноября «Днем Марришоу». Его имя было присвоено Общественному колледжу им. Т. А. Марришоу, предоставляющему высшее образование в Гренаде.

## Почести и награды
В 1943 году Марришоу был произведён в командоры Ордена Британской империи (CBE).